# Grups de l'Alt Pirineu
Els Grups de l'Alt Pirineu foren una associació cívica i política fundada el 1973 que impulsà el coneixement de les comarques de l'anomenat Alt Pirineu, com són l'Alta Ribagorça, el Pallars Jussà i el Pallars Sobirà, l'Alt Urgell, la Cerdanya i la Val d'Aran.

## Història
L'associació va ser fundada el 1973 per gent del territori amb l'objectiu d'organitzar reunions a cada comarca per tal de fer estudis puntuals de cada una que duguessin a les accions reivindicatives que es consideressin pertinents en funció de les necessitats detectades. En un primer moment el primer grup fou el de la Seu d'Urgell, anomenat Grup Conflent, encapçalat per Mossèn Pasqual Ingla, amb la intenció de formar els futurs quadres dirigents de la democràcia sorgits de les comarques de l'Alt Pirineu, sovint a partir de joves estudiants, i que per la seva naturalesa tenia un caràcter eminentment antifranquista. A partir de la confluència d'aquest grup amb el de la Vall de Boí sorgí el GAP com a grup de grups amb la intenció de ser una plataforma plural per a donar suport als grups locals davant de qualsevol problema o interès per les qüestions relacionades amb les zones de muntanya. Legalitzat el 1980, el GAP s'organitzà en comissions de treball coordinades per una Comissió Gestora. El seu àmbit cronològic de més èxit foren els anys de la transició, i d'entre les seves iniciatives reeixides destaquen la Llei d'Agricultura de Muntanya espanyola i la Llei de Muntanya catalana, a partir de la qual s'impulsaren els Consells Comarcals de Muntanya, antecedents dels actuals Consells Comarcals.
La història del GAP es divideix en almenys quatre etapes: 
- 1973-1979: etapa fundacional marcada per la celebració de la reunió de l'àmbit VIII d'Ordenació del Territori del Congrés de Cultura Catalana, amb més de 250 assistents, el Manifest de Boabi per tal d'influir en la redacció de la Constitució Espanyola, o la relació amb Entesa dels Catalans a través dels quals s'inclogué el tractament de les àrees de muntanya com a competència exclusiva de la Generalitat.
- 1980-1983: es treballà conjuntament amb els sindicats de pagesos de tot l'estat fins a aconseguir la Ley de Agricultura de Montaña, i en territori català la Llei d'Alta Muntanya, un parell de fites que marcaren l'inici del final del GAP, ja que amb la consecució d'un marc legal part dels seus membres consideraren assolits els seus objectius.
- 1984-1988: etapa de cada cop menor activitat deixant la iniciativa local en mans de les administracions, sovint dirigides per ex-membres del GAP. La seva acció més destacada d'aquest període fou la participació en l'elaboració del Programa MAB-6 Alt Pirineu de la UNESCO.
- 1994-?: el 1994 s'intentà recuperar l'acció dels GAP davant d'unes administracions que es considerava que ja no actuaven seguint els criteris establerts als anys 80 com a prioritaris per les comarques de l'Alt Pirineu. Així es proposà un Pla Estratègic pel Pirineu i una nova ordenació territorial amb la vegueria del Pirineu.

## Membres destacats
- Jordi Carbonell i Sebarroja
- Amadeu Gallart i Sort
- Joan Ganyet i Solé
- Ingla Torra, Pasqual